# Yvonne Antoniou-Öhlund
Yvonne Antoniou-Öhlund född Antoniou 6 december 1927 i Bryssel, död 6 mars 2005, var en svensk målare. 
Hon var dotter till industrimannen Spiridon Antoniou och Antoinette Recano och från 1955 gift med Bertil Öhlund. Antoniou-Öhlund studerade vid Abbaye de la Cambre i Bryssel 1947–1950 och Académie des Beaux-Arts i Paris 1950–1951 samt vid Kungliga konsthögskolan i Stockholm 1954–1955 samt bedrev självstudier under en resa till Grekland 1955–1956. Separat ställde hon ut på Örebro läns museum 1960, Konstnärshuset i Stockholm 1983, Skulpturhallen i Stockholm 1983, och på Galleri De Unga i Stockholm samt regelbundet i samlingsutställningar sedan 1970 i bland annat Nacka konstförening. Hennes konst består av skulpturer i terrakotta och brons med motiv av människor och djur, hennes bildkonst består av stilleben, landskapsskildringar, bibliska motiv och vardagliga ting utfört i olja, al fresco, glasmåleri, gobelinkartonger och emalj. 
Antoniou-Öhlund är representerad vid Örebro läns museum samt vid statliga och kommunala institutioner.